# Primer Justícia
Primer Justícia (Movimiento Primero Justicia en castellà) és un partit polític veneçolà fundat l'any 2000 i liderat per Julio Borges.
Successor de l'associació civil del mateix nom, Primer Justícia va participar activament en el fracassat cop d'estat de l'11 d'abril de 2002 durant el qual alguns dels seus dirigents van liderar el setge i l'intent d'assalt de l'ambaixada cubana a Caracas.

## Ideologia política
La seua ideologia va ser definida el 13 d'octubre de l'any 2007, en el seu Congrés Ideològic i Programàtic denominat: "Restats amb la Justícia Social", en li que es van definir com un partit de centredreta, que centra el seu accionar polític en el capital econòmic, basada en el pensament i filosofia política de Jacques Maritain, autor de l'Humanisme Integral i Emmanuel Mounier.
Promouen així un estat basat en els principis de l'humanisme, on existisquen el respecte a la vida, i les llibertats individuals de l'individu com valors fonamentals de tot ser humà. A més promou l'Economia de lliure mercat sempre basat en la defensa dels interessos nacionals, per sobre dels trasnacionals.
També se'ls atribueix actituds feixistes degut al fet que alguns dels seus lideres com Julio Borges i Tomas Guanipa van estar relacionats amb grups de la dreta en el partit tradicional COPEI; aquesta relació amb la dreta comporta a la fractura del partit polític al febrer del 2007 amb la deserció d'un dels seus principals líders Leopoldo López.

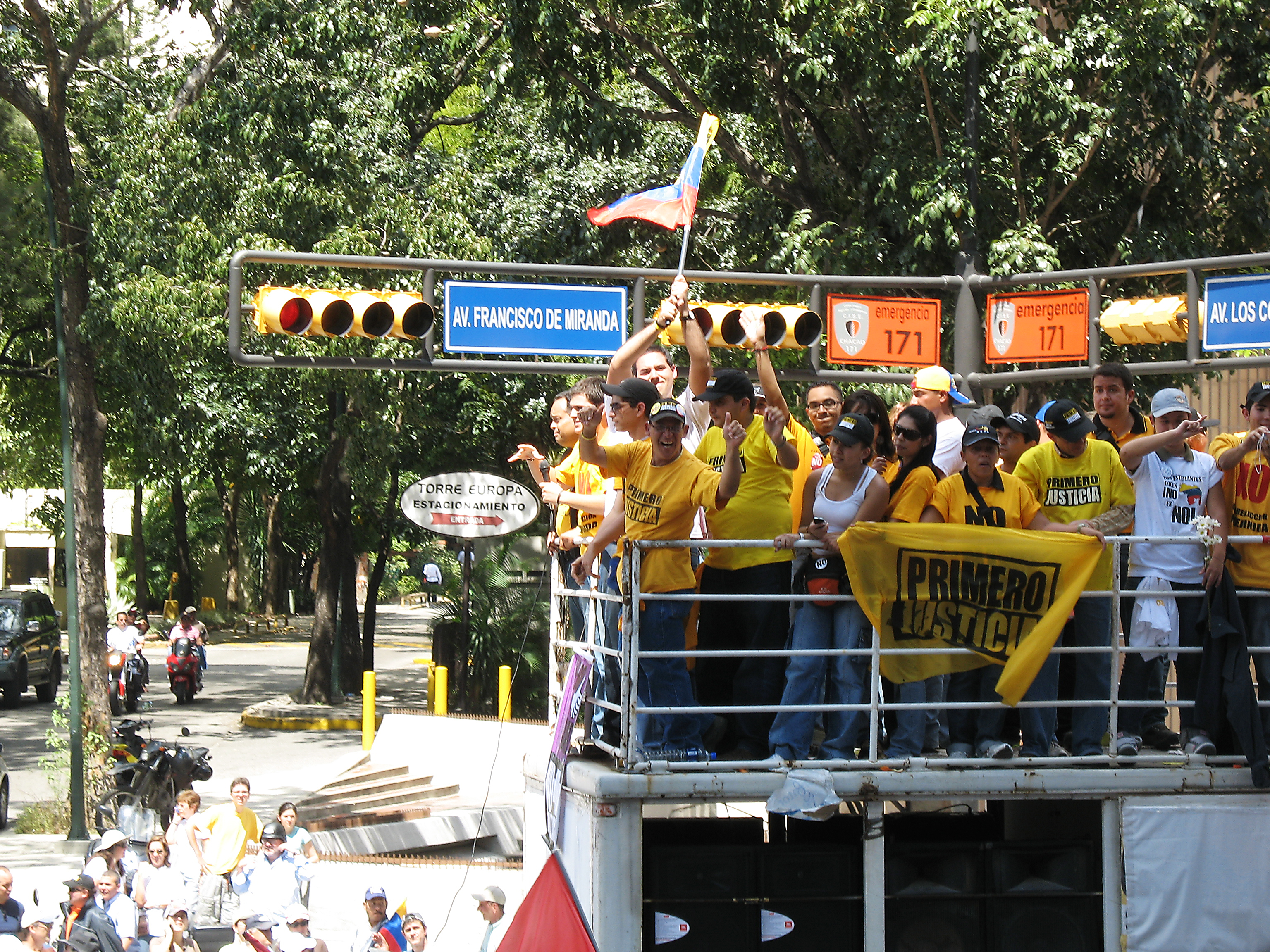
Joves de Primer Justícia, entre ells Yon Goicoechea.

Primer justícia com organització política, i sempre fidel a la seua ideologia rebutja el sistema econòmic socialista on siga l'estat qui decidisca com i que proporció es reparteix la riquesa d'un país, un poc que, en la seua opinió, ha fracassat en països com l'extinta URSS, Xina i Cuba per citar alguns casos. En canvi, proposen l'economia de lliure mercat i que l'estat només siga el regulador d'aquesta economia més no el qual controla tot el sistema econòmic d'un país.
En setembre de 2024 Henrique Capriles Radonski va abandonar la direcció nacional de Primer Justícia en resposta a la tebior en la resposta al suposat frau en les eleccions presidencials de Veneçuela de 2024, en les què l'oposició no va reconèixer la victòria de Nicolás Maduro que va fer esclatar una nova onada de protestes.

## Líders
La direcció nacional d'aquest partit està conformada majoritàriament per joves advocats.
Els dirigents més destacats són:
- Julio Borges, qui conduïa un programa de televisió transmès pel canal privat RCTV a la fi de la dècada dels noranta, dit "Justícia per a tots", en el qual feia de jutge de pau resolent casos, diputat a l'Assemblea Nacional (200-2005) i candidat a la presidència de la república per a les eleccions presidencials en 2006, va decidir declinar i donar suport al socialdemòcrata Manuel Rosers per a tenir una sola candidatura que aglutinara a tots els sectors adversos a Hugo Chávez.
- Henrique Capriles Radonski ex-batle de Baruta i ex-governador de l'Estat Miranda;
- Carlos Ocaríz ex-diputat de l'assemblea nacional i Batle del Municipi Sucre, Estat Miranda.
- Ramón Muchacho ex-prefecte de Caracas.
- Ovidio Lozada batle del municipi Les Salias, estat Miranda,
- Gustavo Marcano, ex-batle de Lecherías;
- Yon Goicochea ex-dirigent estudiantil, candidat a l'Assemblea Nacional.
- Nicolás Serrato, ex-dirigent estudiantil, entre d'altres.
- Javier Martucci dirigent estudiantil.
- Carlos Sanchez Nieto ex-secretari juvenil nacional d'organització, va innovar en l'àrea de política 2.0 en Primer Justícia.